# Upper Demerara-Berbice
Upper Demerara-Berbice (Regiunea 10) este o regiune a Guyanei, aflată în centrul țării. Aceasta acoperă o suprafață de 17.040 km². Se învecinează cu regiunile Essequibo Islands-West Demerara, Demerara-Mahaica și Mahaica-Berbice la nord, regiunea East Berbice-Corentyne la est și regiunile Potaro-Siparuni și Cuyuni-Mazaruni la vest.
Aici se află așezări precum Linden (capitala regiunii și al doilea cel mai mare oraș al țării), Ituni, Kalkuni, Kwakwani, Kurupukari, Rockstone și Takama.

## Populație
Guvernul Guyanei a organizat trei recensăminte oficiale începând cu reformele administrative din 1980, în 1980, 1991 și 2002. În 2012, populația din Upper Demerara-Berbice a fost înregistrată ca fiind de 24.212 de locuitori. Înregistrările oficiale ale recensămintelor  pentru populația din regiunea Upper Demerara-Berbice sunt următoarele:
- 2012: 39.452
- 2002: 41.112
- 1991: 39.608
- 1980: 38.641